# Les Maudits
Les Maudits is een Franse oorlogsfilm uit 1947 onder regie van René Clément.

## Verhaal
Tegen het einde van de oorlog vlucht een internationale groep fascisten met een onderzeeër naar Zuid-Amerika. De verwonding van een van de vluchtelingen noodzaakt de ontvoering van een Franse arts. Wanneer de arts inziet dat zijn ontvoerders hem zullen doden, begint hij een kat-en-muisspelletje te spelen met hen.

## Rolverdeling
| Acteur          | Personage       |
| --------------- | --------------- |
| Marcel Dalio    | Larga           |
| Henri Vidal     | Dr. Guilbert    |
| Florence Marly  | Hilde Garosi    |
| Fosco Giachetti | Garosi          |
| Paul Bernard    | Couturier       |
| Jo Dest         | Forster         |
| Michel Auclair  | Willy Morus     |
| Anne Campion    | Ingrid Ericksen |